# Augochloropsis proserpina
Augochloropsis proserpina är en biart som först beskrevs av Brethes 1909.  Augochloropsis proserpina ingår i släktet Augochloropsis och familjen vägbin. Inga underarter finns listade.